# 74509 Джіллетт
74509 Джіллетт (74509 Gillett) — астероїд головного поясу, відкритий 22 березня 1999 року.
Тіссеранів параметр щодо Юпітера — 3,204.